# Сніданок у ліжко
Сніданок у ліжко (англ. Bed & Breakfast: Love is a Happy Accident) — американська комедія 2010 року.

## Сюжет
Ана живе в Бразилії та розлучається з чоловіком, а її брат заборгував мафії велику суму грошей і його ось-ось уб'ють. Єдине що може врятувати недолугого братика це шматок землі в Каліфорнії, який дістався Ані при розлученні. Відправившись туди разом зі своїм адвокатом, вона виявляє на своїй землі нещодавно побудований готель, яким володіє Джек. Ана починає війну з Джеком за цю привабливу нерухомість і сама не помічає, як закохується в нього.

## У ролях
| Актор          | Роль            |
| -------------- | --------------- |
| Дін Кейн       | Джейк           |
| Жуліана Паес   | Ана             |
| Білл Інгвалл   | Піт Салліван    |
| Ерік Робертс   | містер Гоупвелл |
| Джуліан Стоун  | Віктор          |
| Джон Севедж    | містер Гарві    |
| Джулія Даффі   | місіс Гарві     |
| Джемі Андерсон | Керолайн        |
| Мередіт Бішоп  | Селеста         |
| Кімберлі Долар | офіціант        |